# Малкин, Иван Павлович
Ива́н Па́влович Ма́лкин, Ванька-зверь, комисса́р Ма́лкин (1899 — 3 марта 1939) — деятель ВЧК-ОГПУ-НКВД, майор государственной безопасности (1937), депутат Верховного Совета СССР 1-го созыва, персонаж романа М. А. Шолохова «Тихий Дон», некоторое время, находясь на постое в казачьей станице, сватался к будущей жене Шолохова — Марии Громославской. Начальник УНКВД Краснодарского края. Входил в состав особой тройки УНКВД СССР. Расстрелян в 1939 году. Признан не подлежащим реабилитации.

## Жизнеописание
Расстреливали людей. Нынче одного, завтра, глядишь, другого… Вот, к примеру, в Букановской станице… Комиссар у них стоит с отрядом, Малкин фамилия … Собирает с хуторов стариков, ведет их в хворост, вынает там из них души, телешит их допрежь и хоронить не велит родным. А беда ихняя в том, что их станишными почётными судьями выбирали когда-то. И вот этот Малкин чужими жизнями, как бог распоряжается…
Родился в селе Кузьминское Рязанской губернии в семье плотника. Окончил 3 класса церковно-приходской школы. С 1913 года — в Москве, слесарь-инструментальщик. В Красной армии — с октября 1918.
Принимал участие в подавлении сопротивления казаков Кубани и расказачивании. Участвовал в подавлении Вёшенского восстания, проявив при этом невиданную жестокость, что было описано М. А. Шолоховым в «Тихом Доне». При его участии был схвачен один из известных кубанских повстанцев тех лет — казак Василий Фёдорович Рябоконь.
Возможно, имел отношение к аресту и репрессиям известного красного комкора Дмитрия Жлобы и его соратников в 1937—38 гг.: «Жесточайшими физическими пытками следователи старались выбить у Жлобы Д. П. признание в его контрреволюционной деятельности. Жлоба держался достойно, как подобает командиру „стальной“ дивизии, неоднократно повторяя, что всегда был верен народу, партии и Сталину. Протоколы тех страшных допросов не были им подписаны, 10 июня 1938 года он был расстрелян. Его приемный сын ещё мальчишкой, прибившийся в гражданскую войну к его дивизии, долгие годы скрывался от ареста, выехав с Кубани. Вслед за арестом Жлобы Д. П. было арестовано несколько десятков его боевых товарищей и друзей, из которых мало кому удалось остаться живыми. Собирали клеветнические сведения о Жлобе и вели допросы сотрудники краевой управления НКВД с его начальником Малкиным И. П., который до этого был начальником охраны дачи Сталина в Сочи.»
Занимал ответственные посты в ВЧК-ОГПУ-НКВД, последняя должность — начальник УНКВД по Краснодарскому краю. Этот период отмечен вхождением в состав особой тройки, созданной по приказу НКВД СССР от 30.07.1937 № 00447 и активным участием в сталинских репрессиях.

## Завершающий этап
Арестован 2 декабря 1938 года. Обвинён в «участии в контрреволюционной террористической организации правых в органах НКВД». Внесен в список Л. П. Берии – А. Я. Вышинского от 15.2.1939 г. по 1-й категории. 2 марта 1939 года приговорён Военной коллегией Верховного суда СССР к расстрелу.Расстрелян в ночь на 3 марта 1939 г. в одной группе с рядом осужденных ВКВС СССР. Место захоронения — спецобъект НКВД «Коммунарка». 13 мая 2014 года Судебной коллегией по делам военнослужащих Верховного суда РФ признан не подлежащим реабилитации.

## Награды
- орден Красного Знамени (28.12.1927)[9]
- орден Красной Звезды
- медаль «XX лет РККА»
- знак почётного работник ВЧК-ГПУ